# Glen Kamara
Glen Kamara (Tampere, Pirkanmaa, 28 de octubre de 1995) es futbolista finlandés. Juega de centrocampista y su equipo es el Stade Rennais F. C. de la Ligue 1.

## Trayectoria
Nació en Tampere, Finlandia, de una familia originaria de Sierra Leona. Kamara comenzó su carrera juvenil en el Southend United, Inglaterra, para luego ir a la academia del Arsenal en 2012.

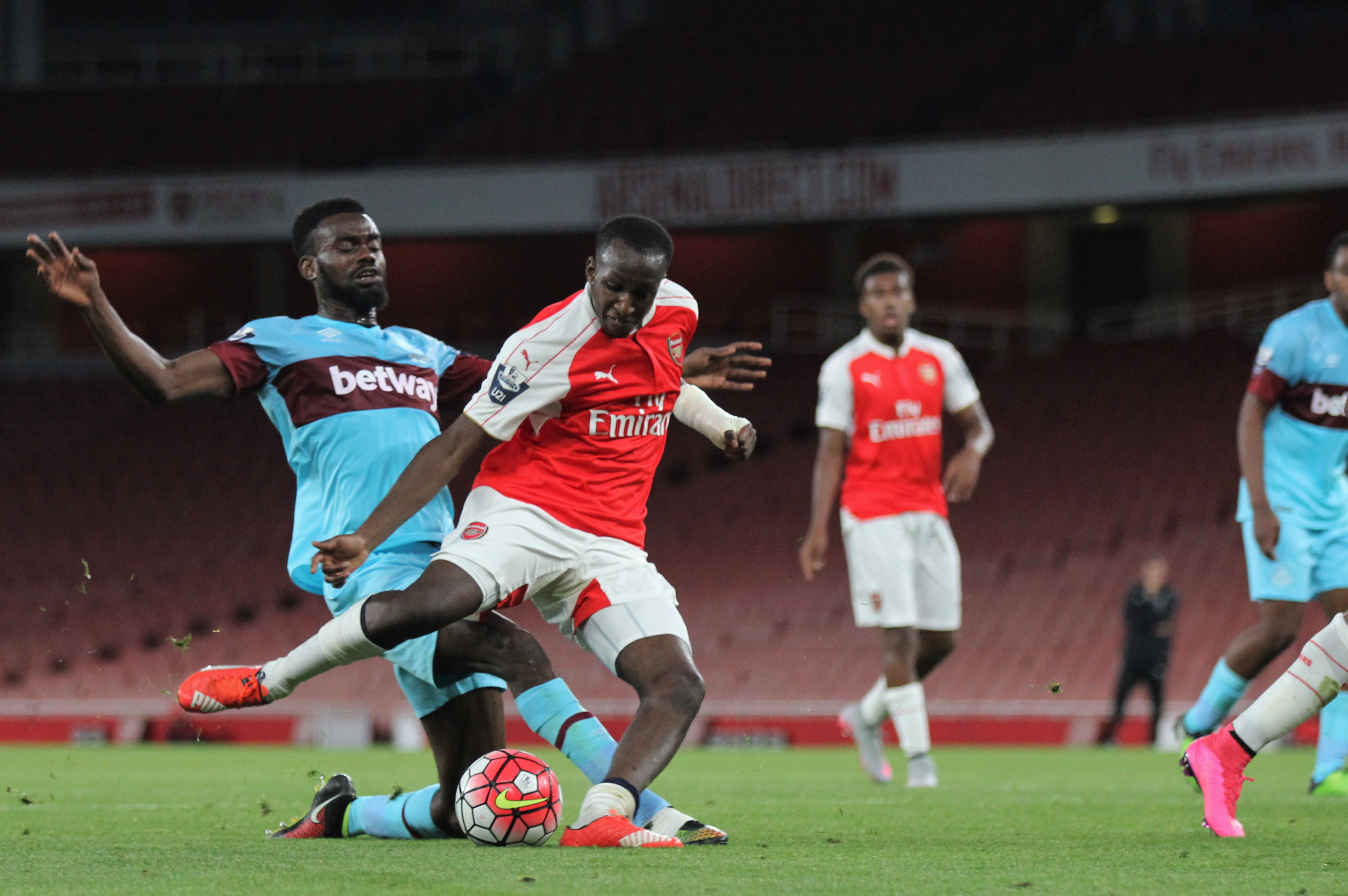
Glen Kamara jugando para el Arsenal en la Premier Academy League.

Kamara debutó con el primer equipo del Arsenal a los 20 años, contra el Sheffield Wednesday el 27 de octubre de 2015 en la cuarta ronda de la Copa de Liga, donde perdieron por 3-0 de visita.
Fue transferido a préstamo al Colchester United el 31 de agosto de 2016 hasta enero de 2017.
Firmó por dos años con el Dundee de la Scottish Premiership el 13 de julio de 2017. Debutó contra el Raith Rovers de visita, donde fue elegido jugador del partido por su actuación.
El 31 de enero de 2019 fichó por el Rangers de Escocia por 50 000 £. Disputó un total de 193 partidos y en agosto de 2023 regresó a Inglaterra tras ser traspasado al Leeds United F. C. Estuvo una temporada en la que jugó 42 encuentros y en julio de 2024 se anunció su venta al Stade Rennes F. C. Este equipo lo cedió el siguiente mes de enero al Al-Shabab Club.

## Selección nacional
Kamara ha representado a Finlandia en las categorías sub-19 y sub-21. 
Debutó con la selección de Finlandia en 2017, en la victoria por 3-0 a Estonia.

## Estadísticas

### Clubes
Actualizado al último partido disputado el 26 de mayo de 2025.
| Club | Div.          | Temporada     | Liga  | Liga  | Copas nacionales(1) | Copas nacionales(1) | Copas internacionales(2) | Copas internacionales(2) | Total | Total |
| Club | Div.          | Temporada     | Part. | Goles | Part.               | Goles               | Part.                    | Goles                    | Part. | Goles |
| --- | ------------- | ------------- | ----- | ----- | ------------------- | ------------------- | ------------------------ | ------------------------ | ----- | ----- |
| Arsenal F. C. Inglaterra | 1.ª           | 2015-16       | 0     | 0     | 1                   | 0                   | 0                        | 0                        | 1     | 0     |
| Arsenal F. C. Inglaterra | Total club    | Total club    | 0     | 0     | 1                   | 0                   | 0                        | 0                        | 1     | 0     |
| Southend United F. C. Inglaterra | 3.ª           | 2015-16       | 6     | 0     | —                   | —                   | —                        | —                        | 6     | 0     |
| Southend United F. C. Inglaterra | Total club    | Total club    | 6     | 0     | 0                   | 0                   | 0                        | 0                        | 6     | 0     |
| Colchester United F. C. Inglaterra | 4.ª           | 2016-17       | 4     | 0     | 2                   | 0                   | —                        | —                        | 6     | 0     |
| Colchester United F. C. Inglaterra | Total club    | Total club    | 4     | 0     | 2                   | 0                   | 0                        | 0                        | 6     | 0     |
| Dundee F. C. Escocia | 1.ª           | 2017-18       | 37    | 0     | 9                   | 0                   | —                        | —                        | 46    | 0     |
| Dundee F. C. Escocia | 1.ª           | 2018-19       | 17    | 0     | 2                   | 0                   | —                        | —                        | 19    | 0     |
| Dundee F. C. Escocia | Total club    | Total club    | 54    | 0     | 11                  | 0                   | 0                        | 0                        | 65    | 0     |
| Rangers F. C. Escocia | 1.ª           | 2018-19       | 13    | 1     | 3                   | 0                   | —                        | —                        | 16    | 1     |
| Rangers F. C. Escocia | 1.ª           | 2019-20       | 19    | 0     | 5                   | 1                   | 15                       | 0                        | 39    | 1     |
| Rangers F. C. Escocia | 1.ª           | 2020-21       | 33    | 1     | 5                   | 0                   | 13                       | 1                        | 51    | 2     |
| Rangers F. C. Escocia | 1.ª           | 2021-22       | 31    | 3     | 6                   | 0                   | 15                       | 1                        | 52    | 4     |
| Rangers F. C. Escocia | 1.ª           | 2022-23       | 22    | 1     | 5                   | 0                   | 8                        | 0                        | 35    | 1     |
| Rangers F. C. Escocia | Total club    | Total club    | 118   | 6     | 24                  | 1                   | 51                       | 2                        | 193   | 9     |
| Leeds United F. C. Inglaterra | 2.ª           | 2023-24       | 40    | 0     | 2                   | 0                   | ―                        | ―                        | 42    | 0     |
| Leeds United F. C. Inglaterra | Total club    | Total club    | 40    | 0     | 2                   | 0                   | 0                        | 0                        | 42    | 0     |
| Stade Rennais F. C. Francia | 1.ª           | 2024-25       | 13    | 0     | 0                   | 0                   | ―                        | ―                        | 13    | 0     |
| Stade Rennais F. C. Francia | Total club    | Total club    | 13    | 0     | 0                   | 0                   | 0                        | 0                        | 13    | 0     |
| Al-Shabab Club Arabia Saudita | 1.ª           | 2024-25       | 13    | 0     | 1                   | 0                   | ―                        | ―                        | 14    | 0     |
| Al-Shabab Club Arabia Saudita | Total club    | Total club    | 13    | 0     | 1                   | 0                   | 0                        | 0                        | 14    | 0     |
| Total carrera | Total carrera | Total carrera | 248   | 6     | 41                  | 1                   | 51                       | 2                        | 340   | 9     |
| (1) Incluye FA Cup, Copa de la Liga de Inglaterra, EFL Trophy, Copa de la Liga de Escocia, Copa de Escocia y Copa del Rey de Campeones. (2) Incluye Liga de Campeones de la UEFA y Liga Europa de la UEFA. |               |               |       |       |                     |                     |                          |                          |       |       |

### Selección nacional
Actualizado al 10 de octubre de 2024.
| Selección            | Temporada     | Encuentros | Encuentros |
| Selección            | Temporada     | Part.      | Goles      |
| -------------------- | ------------- | ---------- | ---------- |
| sub-19 · Finlandia   | 2013          | 3          | 0          |
| sub-19 · Finlandia   | Total         | 6          | 0          |
| sub-21 · Finlandia   | 2015-2017     | 12         | 0          |
| sub-21 · Finlandia   | Total         | 12         | 0          |
| Absoluta · Finlandia | 2017-         | 62         | 2          |
| Absoluta · Finlandia | Total         | 62         | 2          |
| Total carrera        | Total carrera | 80         | 2          |

## Palmarés

### Títulos nacionales
| Título               | Club          | País    | Año  |
| -------------------- | ------------- | ------- | ---- |
| Scottish Premiership | Rangers F. C. | Escocia | 2021 |
| Copa de Escocia      | Rangers F. C. | Escocia | 2022 |